# Fussball Club Luzern-Innerschweiz AG
FC Luzern (Português: FC Lucerna, Alemão: FC Luzern) é um clube da Suíça fundado em 1901 e joga no Campeonato Suíço de Futebol, na 1ª divisão. Suas cores são azul e branco baseado no cantão de Lucerna e o brasão das armas da cidade de Lucerna. Tem como presidente Walter Stierli e como treinador, Ciriaco Sforza, da Suíça. 
O clube manda seus jogos na Swissporarena, que foi construído em 2011, no local do antigo Stadion Allmend.
Um fato curioso sobre o FC Luzern é que, no geral, o clube é o que mais possui promoções e rebaixamentos no futebol suíço, sendo no total oito rebaixamentos (1944, 1955, 1966, 1969, 1972, 1975, 1992, 2003) e nove promoções (1936, 1953, 1958, 1967, 1970, 1974, 1979, 1993, 2006).

## Títulos
- Campeonato Suíço: 01 (1989)
- Copa da Suíça: 03 (1960, 1992 e 2021)

## Elenco atual
Atualizado em 2 de junho de 2025.

## Treinadores
1. ↑  «SPIELER». FC LUZERN (em alemão). 21 de janeiro de 2020. Consultado em 2 de junho de 2025